# Daniel Arcos
Daniel Iran Arcos Obando (Castro, 28 de enero de 1994) es un terapeuta ocupacional y baloncestista chileno, medalla de plata en los Juegos Panamericanos de 2023 y reconocido por ser el primer deportista profesional chileno en hacer pública su homosexualidad.

## Biografía
Estudió terapia ocupacional en la Universidad Austral de Chile, lugar del que egresó en 2018, obteniendo también el premio al Mérito Deportivo otorgado por el Centro de Deportes y Recreación de dicha casa de estudios. Entre el 20 y 29 de julio de 2018 formó parte de la delegación chilena de baloncesto en la primera edición de los Juegos Panamericanos Universitarios (FISU American Games) en São Paulo.
Hasta 2022 formó parte del plantel del Club Deportes Castro, en donde fue capitán, participando también en el Club Deportivo Social y Cultural Puerto Varas en 2021. En los Juegos Suramericanos de 2022, realizados en Asunción, obtuvo la medalla de bronce en el baloncesto 3x3 junto a Carlos Lauler, Diego Silva y Sebastián Silva.
En la temporada 2022/2023 de la Liga Nacional de Básquetbol, Arcos se incorporó al club Santiago Morning Quilicura. En octubre del mismo año formó parte del equipo de baloncesto 3x3 en los Juegos Panamericanos realizados en Santiago, obteniendo la medalla de plata junto a Carlos Lauler, Kevin Rubio y Diego Silva.

## Vida personal
El 15 de junio de 2020 Arcos se convirtió en el primer baloncestista profesional chileno en hacer pública su orientación sexual, al publicar una carta en la que reconocía que es gay. Durante la ceremonia de apertura de los Juegos Panamericanos de 2023, ocurrida el 20 de octubre, Daniel Arcos portó la bandera LGBT como señal de representación de la diversidad sexual en los deportes.